# Irán az 1988. évi nyári olimpiai játékokon
Irán a dél-koreai Szöulban megrendezett 1988. évi nyári olimpiai játékok egyik részt vevő nemzete volt. Az országot az olimpián 3 sportágban 23 sportoló képviselte, akik összesen 1 érmet szereztek.

## Érmesek
| Érem  | Versenyző          | Sportág  | Versenyszám        |
| ----- | ------------------ | -------- | ------------------ |
| Ezüst | Asgari Mohammadian | Birkózás | Szabadfogás, 57 kg |

## Atlétika
Férfi
| Versenyző      | Versenyszám | Eredmény | Helyezés |
| -------------- | ----------- | -------- | -------- |
| Naser Babapour | Maraton     | 3:00:20  | 93.      |

## Birkózás
Kötöttfogású
| Versenyző               | Versenyszám | Vigaszágas kiesés | Vigaszágas kiesés | Helyosztók        | Helyosztók        | Bronz- mérkőzés   | Döntő             | Helyezés    |
| Versenyző               | Versenyszám | Vigaszágas kiesés | Vigaszágas kiesés | 7. helyért        | 5. helyért        | Bronz- mérkőzés   | Döntő             | Helyezés    |
| Versenyző               | Versenyszám | Ellenfél Eredmény | Hely.             | Ellenfél Eredmény | Ellenfél Eredmény | Ellenfél Eredmény | Ellenfél Eredmény | Helyezés    |
| ----------------------- | ----------- | --- | ----------------- | ----------------- | ----------------- | ----------------- | ----------------- | ----------- |
| Majid Reza Simkhah Asil | 48 kg       | A csoport · Markus Scherer (FRG) · 5–10 · Jang Cse-csung (Yang Zhizhong) (CHN) · 0–16                                                        | 8.                | kiesett           | kiesett           | kiesett           | kiesett           | helyezetlen |
| Abdul Karim Kakahaji    | 52 kg       | A csoport · Esa Murtoaro (FIN) · 8–10 · Mijahara Acudzsi (JPN) · 1–6                                                                         | 8.                | kiesett           | kiesett           | kiesett           | kiesett           | helyezetlen |
| Ahad Pazach             | 57 kg       | A csoport · Ronny Sigde (NOR) · kétvállas · Alekszandr Sesztakov (URS) · 0–15                                                                | 11.               | kiesett           | kiesett           | kiesett           | kiesett           | helyezetlen |
| Ahad Javan Saleh        | 62 kg       | A csoport · Kamandar Məcidov (URS) · 3–8 · Habib Lakhal (TUN) · 5–0 · An Dehjon (An Dae-Hyeon) (KOR) · kizárták                              | 6.                | kiesett           | kiesett           | kiesett           | kiesett           | helyezetlen |
| Masoud Ghadimi          | 68 kg       | A csoport · Csao Csien-csiang (Zhao Jianqiang) (CHN) · 2–1 · Franck Abrial (FRA) · kétvállas · Kim Szongmun (Kim Seong-Mun) (KOR) · kizárták | 10.               | kiesett           | kiesett           | kiesett           | kiesett           | helyezetlen |
| Reza Anduz              | 74 kg       | B csoport · Daulet Turlihanov (URS) · kétvállas · Erhan Balcı (TUR) · passzivitás                                                            | 9.                | kiesett           | kiesett           | kiesett           | kiesett           | helyezetlen |
| Mehdi Moradi-Ganjeh     | 82 kg       | A csoport · Angel Sztojkov (BUL) · 0–14 · Magnus Fredriksson (SWE) · passzivitás                                                             | 9.                | kiesett           | kiesett           | kiesett           | kiesett           | helyezetlen |

Szabadfogású
| Versenyző                | Versenyszám | Vigaszágas kiesés | Vigaszágas kiesés | Helyosztók                    | Helyosztók                              | Bronz- mérkőzés            | Döntő                          | Helyezés    |
| Versenyző                | Versenyszám | Vigaszágas kiesés | Vigaszágas kiesés | 7. helyért                    | 5. helyért                              | Bronz- mérkőzés            | Döntő                          | Helyezés    |
| Versenyző                | Versenyszám | Ellenfél Eredmény | Hely.             | Ellenfél Eredmény             | Ellenfél Eredmény                       | Ellenfél Eredmény          | Ellenfél Eredmény              | Helyezés    |
| ------------------------ | ----------- | --- | ----------------- | ----------------------------- | --------------------------------------- | -------------------------- | ------------------------------ | ----------- |
| Nasser Zeinalnia         | 48 kg       | B csoport · Javier Delgado (COL) · 17–0 · İlyas Şükrüoğlu (TUR) · 4–3 · Kobajasi Takasi (JPN) · kétvállas · Tim Vanni (USA) · kétvállas                                                                                               | 4.                | Volker Anger (GDR) · kizárták |                                         |                            |                                | 8.          |
| Majid Torkan             | 52 kg       | A csoport · Lo Csao-cseng (Lo Chao-Cheng) (TPE) · 15–0 · Christopher Woodcroft (CAN) · kétvállas · Volodimir Tohuzov (URS) · 2–4 · Šaban Trstena (YUG) · sérülés                                                                      | 7.                | kiesett                       | kiesett                                 | kiesett                    | kiesett                        | helyezetlen |
| Asgari Mohammadian       | 57 kg       | B csoport · Haltma Abttul (MGL) · kétvállas · Waruingi Kimani (KEN) · 15–0 · Csen Jung-liang (Chen Yongliang) (CHN) · kétvállas · No Gjongszon (No Gyeong-Seon) (KOR) · 16–1 · Valentin Ivanov (BUL) · 5–4 · a 6. fordulóban erőnyerő | 1.                |                               |                                         |                            | Szergej Beloglazov (URS) · 1–5 |             |
| Akbar Fallah             | 62 kg       | B csoport · Paul Farrugia (MLT) · 15–0 · Kim Jonman (Kim Yeon-Man) (KOR) · 4–3 · a 3. fordulóban erőnyerő · Gary Bohay (CAN) · 6–1 · Karsten Polky (GDR) · 10–3 · Jörg Helmdach (FRG) · 5–0 · Sztepan Szargszjan (URS) · 1–12         | 2.                |                               |                                         | Szimeon Sterev (BUL) · 2–5 |                                | 4.          |
| Amir Reza Khadem Azgadhi | 68 kg       | A csoport · Az 1. fordulóban erőnyerő · Mohamed El-Khodary (EGY) · 16–0 · Jukka Rauhala (FIN) · 7–8 · Amar Wattar (SYR) · 17–1 · Arszen Fadzajev (URS) · 4–12                                                                         | 5.                | kiesett                       | kiesett                                 | kiesett                    | kiesett                        | helyezetlen |
| Ayatollah Vagozari       | 74 kg       | A csoport · Adlan Varajev (URS) · 3–5 · Muhammad Anwar (PAK) · 20–9 · Naresh Kumar (IND) · kétvállas · Uwe Westendorf (GDR) · 6–3 · Hara Josihiko (JPN) · 12–9 · a 6. fordulóban erőnyerő · Rahmat Szofiadi (BUL) · sérülés           | 3.                |                               | Pekka Rauhala (FIN) · feladta (sérülés) |                            |                                | 5.          |
| Ahmed Afghan             | 82 kg       | A csoport · Barthelémy N'To (CMR) · kétvállas · Francisco Iglesias (ESP) · 15–0 · Chris Rinke (CAN) · 6–7 · Puntsagiin Sükhbat (MGL) · 0–15                                                                                           | 6.                | kiesett                       | kiesett                                 | kiesett                    | kiesett                        | helyezetlen |
| Mohamed Reza Tupchi      | 90 kg       | B csoport · Bodo Lukowski (FRG) · 3–2 · Rumen Alabakov (BUL) · 2–3 · Kim Theu (Kim Tae-U) (KOR) · passzivitás | 9.                | kiesett                       | kiesett                                 | kiesett                    | kiesett                        | helyezetlen |

## Kerékpározás

### Országúti kerékpározás
Férfi
| Versenyző                                                         | Versenyszám     | Idő                  | Helyezés      |
| ----------------------------------------------------------------- | --------------- | -------------------- | ------------- |
| Iraj Amir-Akhori                                                  | Mezőnyverseny   | 4:32:56 (+0:34)      | 56.           |
| Syamak Zafarzadeh                                                 | Mezőnyverseny   | 4:42:47 (+10:25)     | 93.           |
| Mohammad Reza Bajool                                              | Mezőnyverseny   | nem ért célba        | nem ért célba |
| Moustafa Chichi Abas Ismaili Mehrdad Zafarzadeh Syamak Zafarzadeh | Csapat időfutam | 2:15:29,5 (+17:41,8) | 23.           |

### Pálya-kerékpározás
Időfutam
| Név             | Versenyszám  | Idő      | Helyezés |
| --------------- | ------------ | -------- | -------- |
| Jalil Eftekhari | Férfi egyéni | 1:11,683 | 27.      |

Üldözőversenyek
| Versenyző       | Versenyszám  | Selejtező  | Selejtező   | Nyolcaddöntő | Nyolcaddöntő | Negyeddöntő  | Negyeddöntő | Elődöntő     | Elődöntő  | Döntő        | Döntő     | Helyezés |
| Versenyző       | Versenyszám  | Idő        | Hely.       | Ellenfél Idő | Saját idő    | Ellenfél Idő | Saját idő   | Ellenfél Idő | Saját idő | Ellenfél Idő | Saját idő | Helyezés |
| --------------- | ------------ | ---------- | ----------- | ------------ | ------------ | ------------ | ----------- | ------------ | --------- | ------------ | --------- | -------- |
| Moustafa Chichi | Férfi egyéni | lekörözték | helyezetlen | kiesett      | kiesett      | kiesett      | kiesett     | kiesett      | kiesett   | kiesett      | kiesett   | kiesett  |

Pontverseny
| Név             | Versenyszám | Selejtező | Selejtező  | Selejtező | Döntő   | Döntő      | Döntő    |
| Név             | Versenyszám | Pont      | Körhátrány | Hely.     | Pont    | Körhátrány | Helyezés |
| --------------- | ----------- | --------- | ---------- | --------- | ------- | ---------- | -------- |
| Jalil Eftekhari | Férfi       | 13        | -2         | 14.       | kiesett | kiesett    | kiesett  |